# ITV (компанія)
ITV plc (від Independent Television) — британська публічна компанія, другий за комерціалізацією (після BBC) мовник Великої Британії. Заснована 2 лютого 2004 в результаті злиття Carlton і Granada.
Компанія також володіє декількома компаніями з інтернет-реклами.

## Ліцензії
Володіє (через ITV Digital Channels Ltd.) ліцензію на мовлення наземного аналогового ТБ-програми в 11 з 15 регіонів в рамках системи ITV. Транслює канал ITV1, який є другим найпопулярнішим телеканалом в країні.

## Канали
У власності через ITV Digital Channels Ltd.:
- ITV2
- ITV3
- ITV4
- ITVBe
- ITV Encore
- CITV
- The Store